# Yandex Zen
Yandex Zen (russo: Я́ндекс.Дзен) é um serviço de recomendações pessoais criado pela Yandex que usa tecnologia de aprendizagem computacional.
O Zen cria um feed de conteúdo que se ajusta automaticamente aos interesses de um usuário. A seleção de conteúdo é baseada na análise do histórico de navegação, preferências especificadas pelo usuário, hora do dia e outros fatores.
O Zen tem um público ativo de usuários semanal de mais de 20 milhões de pessoas.

## Características técnicas
Zen é um exemplo de implementação de uma tecnologia de inteligência artificial especializada.
Para analisar os interesses e preferências de usuários, o Yandex usa informações sobre sites que foram visitados, assim como sobre interesses específicos do usuário.
O sistema analisa os sites favoritos dos usuários e outros comportamentos, com o objetivo de criar um modelo único de preferências do usuário. Com o aumento de dados sobre o usuário, o sistema pode oferecer conteúdo mais relevante e mais segmentado, incluindo de fontes desconhecidas pelo usuário. O Zen adapta-se às mudanças de interesse do usuário. Por exemplo, se um usuário começar a ler sobre arquitetura, conteúdo sobre esse assunto aparecerá no seu feed com mais frequência.

Previsão de interesse do usuário ao usar filtragem colaborativa

O serviço está disponível como parte das versões desktop e móvel do Yandex Browser e do Yandex Launcher.
O Zen, o Launcher e o Browser pertencem à categoria de tecnologia "Discovery" (serviços e aplicativos que usam inteligência artificial para adaptar-se ao usuário).
A tecnologia que está na base do Zen foi adaptada pela Yandex e CERN para uso no acelerador de partículas Large Hadron Collider. Ela é usada para fornecer análises detalhadas de resultados de experimentos físicos realizados no LHC.

## História
Em 1997, a Yandex começou suas pesquisas na área de processamento de linguagem natural, aprendizagem computacional e sistemas de recomendação. Em 2009, o algoritmo de aprendizagem computacional proprietário MatrixNet foi desenvolvido pela Yandex, tornando-se um dos componentes chave das funções do Zen.
O primeiro serviço Yandex a apresentar o uso de tecnologia de recomendação foi o Yandex.Music, lançado em setembro de 2014 Esta tecnologia foi implementada no Yandex.Market e no Yandex.Radio.
Em junho de 2015, uma versão beta do Zen se tornou disponível. A princípio, o feed de conteúdo do Zen exibia somente conteúdo de mídia e o serviço só estava disponível para 5% dos usuários do Yandex Browser no Android, registrados com uma conta Yandex. Antes disso, o Zen esteve disponível de forma experimental na página web zen.yandex.ru.
Nos meses seguintes, outros tipos de conteúdo foram adicionados ao Zen, como galerias de imagem, artigos, blogs, fóruns e vídeos do YouTube etc.
De acordo com dados de abril de 2017, o Zen está disponível em mais de 50 idiomas, em mais de 100 países, incluindo Estados Unidos, Índia e Brasil.

## Gestão corporativa
O chefe do serviço Zen é Viktor Lamburt.

## Finanças
O Zen pertence ao segmento "experimental" como uma das atividades de negócio experimentais da Yandex. De acordo com dados de 2015, este segmento rendeu à empresa mais de meio bilhão de rublos em receita. No segundo trimestre de 2016, Zen e outros serviços experimentais renderam um lucro de 153 milhões de rublos à Yandex.
A monetização de serviços se dá devido ao bloqueio de anúncios em feeds de notícias (na Rússia, anúncios são servidos pelo Yandex.Direct).

## Concorrentes
Após o lançamento do Zen, várias grandes empresas também anunciaram serviços de recomendação pessoal. Em maio de 2016, o Grupo Mail.Ru apresentou um projeto semelhante, chamado Likemore, que oferece aos usuários conteúdo dos grupos de mídia social VK (VKontakte). Em agosto de 2016, o Google lançou uma versão de teste de um serviço similar que recomenda artigos de notícias. A Apple o o Facebook também lançaram novos serviços com funcionalidade semelhante.